# Jadwiga Paprocka
Jadwiga Paprocka (ur. 12 kwietnia 1936 w Warszawie) – polska dziennikarka radiowa. 

## Życiorys
Współtworzyła audycję Sygnały dnia, gdzie jako pierwsza w powojennej historii Polskiego Radia przygotowywała autorskie przeglądy prasy.